# Miami Matadors
Miami Matadors byl profesionální americký klub ledního hokeje, který sídlil v Miami na Floridě. V letech 1998–1999 působil v profesionální soutěži East Coast Hockey League. Matadors ve své poslední sezóně v ECHL skončily v základní části. Své domácí zápasy odehrával v hale Miami Arena s kapacitou 17 000 diváků. Klubové barvy byly černá, zlatá a bílá.
Založen byl v roce 1998 po přestěhování týmu Louisville RiverFrogs do Miami.

## Přehled ligové účasti
Zdroj: 
- 1998–1999: East Coast Hockey League (Jihovýchodní divize)